# 練馬区立大泉北中学校
練馬区立大泉北中学校(ねりまくりつ おおいずみきたちゅうがっこう)は東京都練馬区にある公立中学校。2019年(令和元年)5月時点の生徒数は12学級405名である。

## 沿革
- 1978年
  - 4月1日 - 現在地に設立
  - 6月21日 - 校章制定
  - 10月 - 校歌（作詞・五十島詩路、作曲・江崎健次郎）制定

## 通学区域
おおむね大泉ジャンクション周辺の白子川の左岸を学区としている。
- 大泉町二丁目（ごく一部、現在住居はない）
- 大泉町三丁目（1-20、24-32）
- 大泉町四丁目（1-37）
- 大泉町五丁目
- 大泉町六丁目
- 東大泉二丁目（28-32、42）
- 大泉学園町一丁目（3-34）

## 進学前小学校
区立中学校選択制度があり学区外より通学してすることも可能であるが、学区指定による小学校は以下の通り。※印は小中一貫教育グループの構成校。
- 大泉第一小学校(※)
- 大泉北小学校(※)

## 学区内の主な施設
- 東京都立大泉桜高等学校

## 交通
- 西武バス（泉38、泉39）大泉北中前バス停より徒歩1分